# ZIMA Unternehmensgruppe
Die ZIMA Unternehmensgruppe ist ein österreichischer Immobilienentwickler, der hauptsächlich im deutschsprachigen Alpenraum agiert. Das Unternehmen ist spezialisiert auf die Akquisition von Immobilienprojekten, deren Entwicklung, Realisierung und schließlich die Verwertung. Die Firma ist in vier Ländern mit sechs Standorten vertreten. Der Hauptsitz befindet sich in Dornbirn im österreichischen Bundesland Vorarlberg, weitere Standorte befinden sich in Innsbruck, Wien, Bozen, München und St. Gallen. Geschäftsführer und Alleingesellschafter der Gruppe ist Alexander Nußbaumer.

## Geschichte
Gegründet wurde das Unternehmen im Jahr 1971 vom Horst Zimmermann und Franz Markowski, auf deren Nachnamen der Unternehmensname ZIMA zurückzuführen ist. ZIMA etablierte sich als lokaler Bauträger und verwirklichte Wohn- und Gewerbeprojekte. 1991 erfolgte die Erweiterung des Geschäftsfeldes auf Tirol mit einer Standortgründung in Imst. Alexander Nußbaumer trat im selben Jahr als Assistent der Geschäftsführung ins Unternehmen ein. 1996 erfolgte die Erweiterung auf Südtirol und die Standortgründung mit einem neuen Büro in Bozen.
Alexander Nußbaumer übernahm im Jahre 1999 im Rahmen eines „Management-Buy-Outs“ die Mehrheit der ZIMA. 2001 übernahm er dann sämtliche Gesellschaftsanteile. Seither führt er als Vorstandsvorsitzender und Alleingesellschafter die operativen Geschäfte.
2008 erfolgte die Ausweitung auf die Schweiz, ein eigener Standort in St. Gallen wurde 2014 bezogen. Süddeutschland mit der bayerischen Landeshauptstadt München sowie die Landkreisgemeinden wurden in den Jahren 2011/2012 als neuer Markt der ZIMA erschlossen. 2012 erfolgte in Grünwald bei München die Eröffnung eines eigenen Standortbüros. Der Fokus lag hier auf dem klassischen Wohnbau und der Quartiersentwicklung. Das jüngste Standortbüro wurde schließlich 2016 in Wien eröffnet.
2021 arbeiteten rund 180 Mitarbeiter in vier Ländern an sechs Niederlassungsbüros für das Unternehmen. Seit der Gründung hat die ZIMA Unternehmensgruppe gesamt ca. 8.000 Wohnungen gebaut und Betriebsansiedlungen für über 6.500 Arbeitsplätze geschaffen.

## Tätigkeiten der Unternehmensgruppe
Die ZIMA Unternehmensgruppe beschäftigt sich mit der Umsetzung von Immobilienprojekten in den Bereichen Wohnen, Handel und Gewerbe sowie die Quartiersentwicklung. Außerdem agiert die ZIMA auch im Rahmen von Bauherrenpartnerschaften.

## Standorte und Gesellschaften der Unternehmensgruppe
Österreich
- ZIMA Holding AG, Dornbirn
- ZIMA Wohn Baugesellschaft mbH, Dornbirn
- ZIMA Projekt Baugesellschaft mbH, Dornbirn
- ZIMA Objektmanagement GmbH, Dornbirn
- ZIMA Wohn- und Projektmanagement GmbH, Innsbruck
- ZIMA Objektmanagement GmbH, Innsbruck
- ZIMA Wien GmbH, Wien
- B&B Immobilien GmbH, Dornbirn
- purelivin GmbH, Reuthe
- Dobler Hochbau GmbH, Röthis
- Dobler Holzbau GmbH, Röthis

Italien
- ZIMA Wohn Baugesellschaft mbH / ZIMA Costruzioni S.r.l., Bozen

Deutschland
- ZIMA Immobilienentwicklung GmbH, Grünwald bei München

Schweiz
- ZIMA Projektentwicklung AG, St. Gallen